# گسور
گسور (به لاتین: Gsür) یک کوه در سوئیس است که در کانتون برن واقع شده‌است. گسور ۲٬۷۰۸ متر بالاتر از سطح دریا واقع شده‌است.